# Ференц Сојка
Ференц Сојка (мађ. Szojka Ferenc; Шалготарјан, 7. април 1931 — Шалготарјан, 17. септембар 2011) је био мађарски фудбалер, играо на позицији везног играча, који је играо за Мађарску репрезентацију на светском првенству 1954. године и био члан олимпијског тима Мађарске 1952. и 1960. године. Играо је за Шалготарјан БТЦ. Као део репрезентације Мађарске био је на Летњим олимпијским играма 1952. године, али није играо ни на једној утакмици.

## Каријера

### Клубови
Од 1946. играо је двадесет година у бојама Шалготарјана као десни бек. Био је контролор број један у тиму, чиме се одлично снашао. Наступио је на укупно 369 лигашких утакмица, од којих су 324 биле НБ I, а 1956. је проглашен за фудбалера године.

### Репрезентација
Између 1954. и 1960. године наступио је у репрезентацији 28 пута и постигао 1 гол. Године 1952. био је члан тима на Олимпијади у Хелсинкију, али није играо, па није добио златну медаљу. Учествовао је на два светска првенства. Године 1954. освојио је сребрну медаљу на Светском првенству у Швајцарској, а био је и део репрезентације Мађарске на Светском првенству 1958. у Шведској. Његова најупечатљивија репрезентативна утакмица била је против репрезентације Француске 6. октобра 1957. где су забележили победу са резултатом од 2 : 0.
Међу репрезентативним играчима који нису били из Будимпеште, уз Јенеа Бузанског, он се најчешће помињао као део Златног тима, али је то значило да је 15 пута играо на позицији левог бека, уместо на уобичајеној позицији десног бека у свом клубу.

## Остварења
- Сребрна медаља на Светском првенству (1954.)
- Изабран за фудбалера године (1956).
- Куп Мађарске у фудбалу: финалиста (1958.)
- Његов бивши клуб, СБТЦ, такође га је изабрао за члана Наследног одбора
- Награда за мађарски спорт II. степена (2011)